# 2011年英國選擇投票制公投
選擇投票制公投是英國在2011年5月5日舉辦的一場全國性公投，以決定是否在議員選舉中導入排序複選制以取代現行的多數制。這次公投是英國繼1975年英國歐共體成員身份公投之後的第二次全國性公投，所有在英國居住的18歲以上英國公民、愛爾蘭公民和英聯邦公民，以及在外國居住的英國公民在登記之後均可以參加投票。這次公投的投票率有42.2%，其中68%投票反對，32%投票支持。440個區域中有10個區域的支持票超過反對票，其中六個在倫敦，其他的四個則是牛津、劍橋、愛丁堡中央和格拉斯哥凱爾文。

## 外部連結
- About My Vote: Referendum on the voting system used to elect MPs to the House of Commons (Electoral Commission's explanation of the referendum)
- Referendum on the voting system for the UK Parliament（页面存档备份，存于） (Electoral Commission)
- "10 reasons the AV referendum was lost" by Tom Clark（页面存档备份，存于）